# Făurei (gmina)
Făurei – gmina w Rumunii, w okręgu Neamț. Obejmuje miejscowości Budești, Climești, Făurei i Micșunești. W 2011 roku liczyła 1987 mieszkańców.